# Neues Potsdamer Toleranzedikt
Das Neue Potsdamer Toleranzedikt ist ein Kooperationsprojekt der Landeshauptstadt Potsdam und des Vereins proWissen Potsdam e. V.
Es versteht sich als Neuauflage des Edikts von Potsdam aus dem Jahr 1685.
Das Edikt enthält Grundregeln und Leitsätze für das Zusammenleben in der Stadt, die in einer achtmonatigen Diskussion um Weltoffenheit, Toleranz und Zusammenleben in Potsdam gemeinsam erarbeitet wurden. Es wurde am 10. August 2008 durch Potsdams Oberbürgermeister Jann Jakobs (SPD) und den Politikwissenschaftler Heinz Kleger (Universität Potsdam) veröffentlicht.

## Hintergrund
Bereits 2007 war von der Stadtverwaltung die Erstellung eines an das Edikt von 1685 anknüpfenden Dokuments vorgesehen, dem sich alle öffentlichen Institutionen verpflichtet fühlen sollten. Die Ausarbeitung des Dokuments sollte durch den ehemaligen Regierungssprecher Uwe-Karsten Heye erfolgen. Schließlich wurde das Projekt im Rahmen der (dann aber gescheiterten) Bewerbung von Potsdam als Stadt der Wissenschaft umgesetzt. Die Aktion wurde mit 40.000 Euro durch den Stifterverband für die Deutsche Wissenschaft finanziert.

## Ablauf der Aktion
Am 23. Januar 2008 wurden vom Potsdamer Oberbürgermeister Jakobs und dem Professor der Universität Potsdam Heinz Kleger 10 von Kleger verfasste Thesen vorgestellt, die sich mit dem Zusammenleben in Potsdam zwischen Alt- und Neu-Potsdamern und verschiedenen gesellschaftlichen Gruppen befassen. Diese Thesen wurden anschließend von der Potsdamer Bevölkerung diskutiert. Dazu wurde eine Internetplattform geschaltet, für die bis Ende September nach Angaben der Initiatoren 70.000 Zugriffe gezählt wurden. Im Stadtgebiet wurden 66 Tafeln mit den Thesen an 60 Standorten aufgestellt, auf denen die Bürger ihre Meinung zu Klegers Thesen äußern konnten. Außerdem erfolgte eine Plakat- und Postkartenaktion. Diese Meinungsäußerungen flossen schließlich in ein 100-seitiges Buch, das eigentliche neue Potsdamer Toleranzedikt, ein, welches von Oberbürgermeister Jakobs am 10. Oktober 2008 der Öffentlichkeit vorgestellt wurde.

## Aufbau des neuen Potsdamer Toleranzediktes
Das Edikt besteht aus einer Präambel und drei Teilen. Der erste Teil stellt einen Bezug zum Edikt von 1685 her und wurde von Heinz Kleger verfasst. Der zweite Teil enthält die Ergebnisse der Bürgerdiskussion. Dazu werden zahlreiche Meinungsäußerungen dokumentiert, ausgewertet und zusammengefasst. Der dritte Teil enthält Selbstverpflichtungen zum toleranten Umgang miteinander von verschiedenen Institutionen, Unternehmen und Vereinen, u. a. der AIDS-Hilfe Potsdam, der Stiftung Alfred-Wegener-Institut, des Potsdamer Ausländerbeirates, des Brandenburgischen Kulturbundes, der Brandenburgischen Sportjugend, des B.U.N.D. Potsdam, der F. C. Flick Stiftung, des Hans Otto Theater, Oracle Deutschland, des SC Potsdam, des 1. FFC Turbine Potsdam u. a.
Herausgeber des Neuen Potsdamer Toleranzedikts ist der Verein pro Wissen Potsdam e.V.

## Inhalt
Auszug aus dem Neuen Potsdamer Toleranzedikt:
Das neue Toleranzedikt bietet Anknüpfungspunkte für einen offenen und unabgeschlossenen Prozess. Die Sinngebung des Toleranzediktes wird somit fortgesetzt. Das Edikt konkretisierte zentrale Aufgaben für die Entwicklung einer selbstbewussten, weltoffenen und toleranten Bürgerschaft in Potsdam:
- die Toleranzdiskussion in der vielfältigen Stadtgesellschaft zu verankern – über die verschiedenen Stadtteile und gesellschaftlichen Bereiche hinweg;
- eine selbstbewusste Bürgerschaft im Hier und Jetzt zu entwickeln, in deren Zentrum die größtmögliche Freiheit aller steht;
- die Möglichkeiten der Toleranz auszuschöpfen;
- das Nicht-Tolerierbare klar zu benennen;
- die Verbindung von Toleranz und Solidarität zu festigen;
- den Konsens der Demokraten gegen Gewalt, Fremdenfeindlichkeit und politischen Extremismus zu stärken;
- sowie das Erbe von Aufklärung, Einwanderung und Toleranz sicht- und lehrbar zu halten.

## Verein
Am 29. Oktober 2009 hat sich der Verein Neues Potsdamer Toleranzedikt – Gemeinsam für eine weltoffene Stadt e.V. gegründet, der die Leitsätze des Neuen Potsdamer Toleranzedikts in der Stadtgesellschaft verankert und für Toleranz und Weltoffenheit in Potsdam aktiv ist.

## Beschluss des OVG Berlin-Brandenburg vom 14. September 2012
Für den 15. September 2012 plante die rechtsextreme NPD eine Demonstration in Potsdam. Dagegen riefen das Bündnis "Potsdam bekennt Farbe" und zahlreiche namentlich genannte Personen, unter ihnen auch der Potsdamer Oberbürgermeister Jann Jakobs, zu einem Toleranzfest auf. Die NPD hatte daraufhin Klage gegen die Stadt Potsdam, vertreten durch den Oberbürgermeister, eingereicht und auf dessen neutraler Rolle als Verwaltungsbeamter bestanden. Das Verwaltungsgericht Potsdam wies die Klage am 4. September 2012 ab und verwies dabei u. a. auf das Neue Potsdamer Toleranzedikt, indem "Toleranz und friedlicher Protest gegen Meinungsäußerungen anderer ... vornehmlich unter Berücksichtigung des ... „Neuen Potsdamer Toleranzedikts“ ein für Jedermann gerechtfertigtes Anliegen (sei) und ... im Übrigen auch ganz im Sinne der Antragstellerin selbst sein (müsse)". Diese Entscheidung ist insofern bedeutsam, weil in ähnlich gelagerten Fällen, z. B. in Gera und Pasewalk, die Gerichte eine Neutralitätspflicht der Amtsträger bejaht hatten. Die NPD beantragte beim Oberverwaltungsgericht Berlin-Brandenburg, diesen Beschluss aufzuheben. Dies lehnte das OVG ab.